# Роден кът (парк)
Роден кът е градски парк в Търговище. Разположен е в югозападната част на града, между бул. „Цар Освободител“ и река Врана.

## История
Парк „Роден кът“ е изграден в края на 1970-те години.
През май 2019 г. паркът е победител в инициативата „Почисти и разкраси с CIF“. По желание на местните жители е създаден скейт парк „Мечтатели“ в занемареното пространство около амфитеатъра в градската градина „Роден кът“. В „Мечтатели“ скейтърите и велолюбителите са създадени условия за забавление чрез 5 различни съоръжения за скейтборд и ролер скейтинг, както и конуси за ролери, подходящи за слалом и фрийстайл скейтинг.
През април 2020 г. започва ремонт на парка. Дейностите са възложени на Общинско предприятие „Флора“. Засадени са нови дървета, сред тях са брези, върби, липи, американски дъб и ясен. Изградени са нови градински пространства и осветление. Асфалтират се прилежащите алеи към амфитеатралното пространство, поставят се и нови пейки. С цел опазването на новоизградените съоръжения е изградено видеонаблюдение.
През август 2021 г. в парка е монтирана чешма.